# Бургштедт
Бургштедт (нім. Burgstädt) — місто в Німеччині, розташоване в землі Саксонія. Входить до складу району Середня Саксонія. Центр об'єднання громад Бургштедт.
Площа — 25,76 км2. Населення становить 10 530 ос. (станом на 31 грудня 2020).

## Галерея

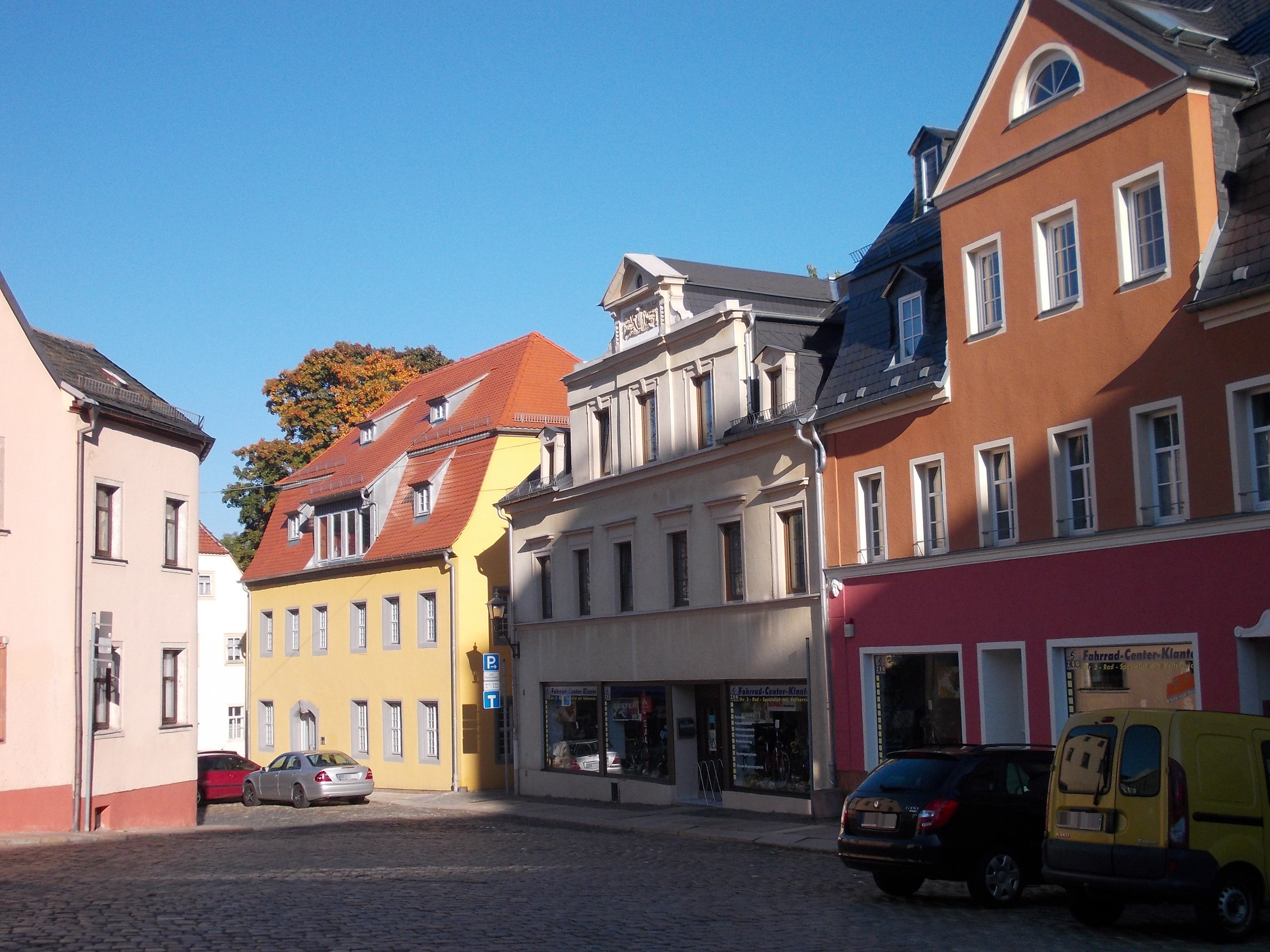
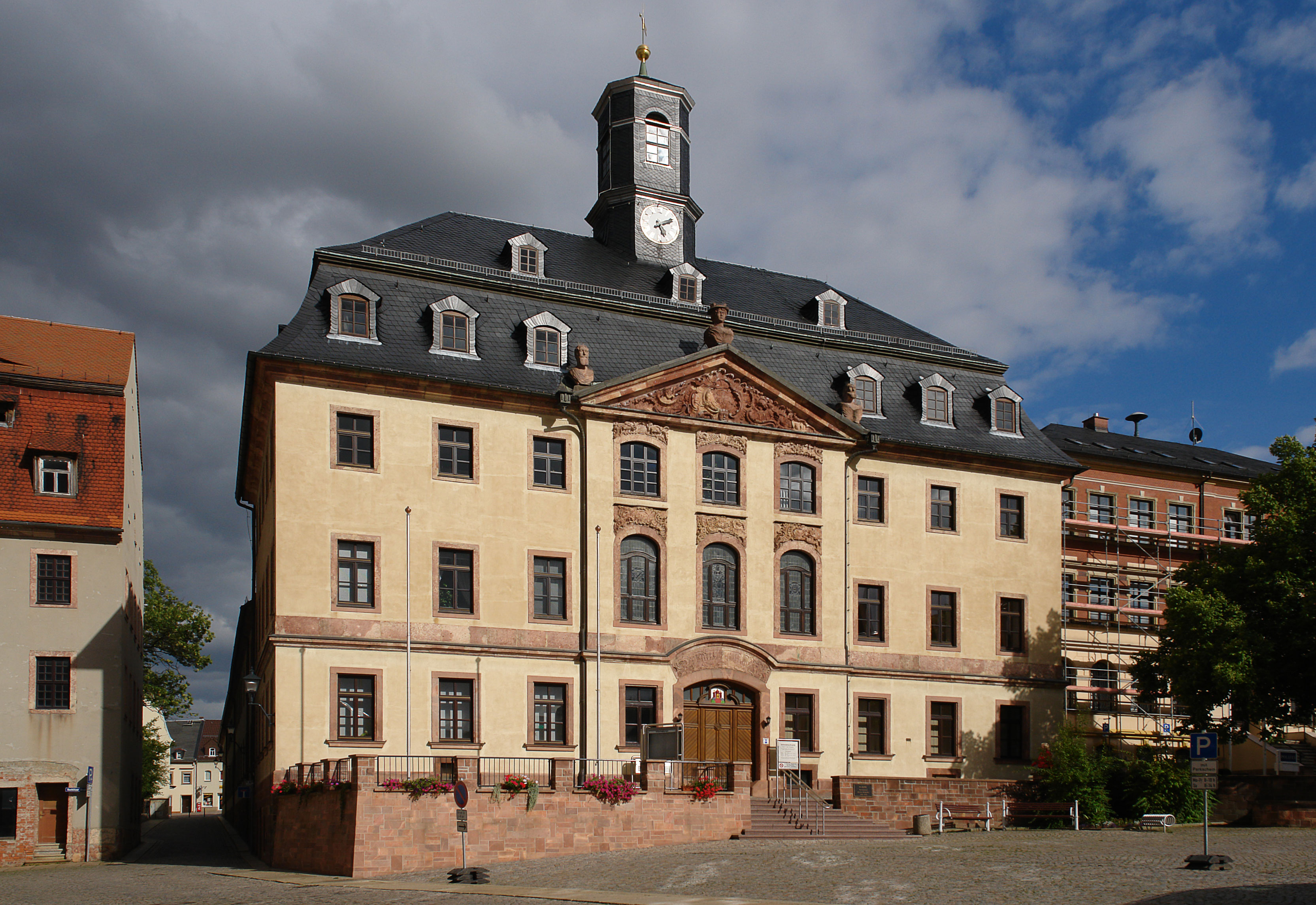
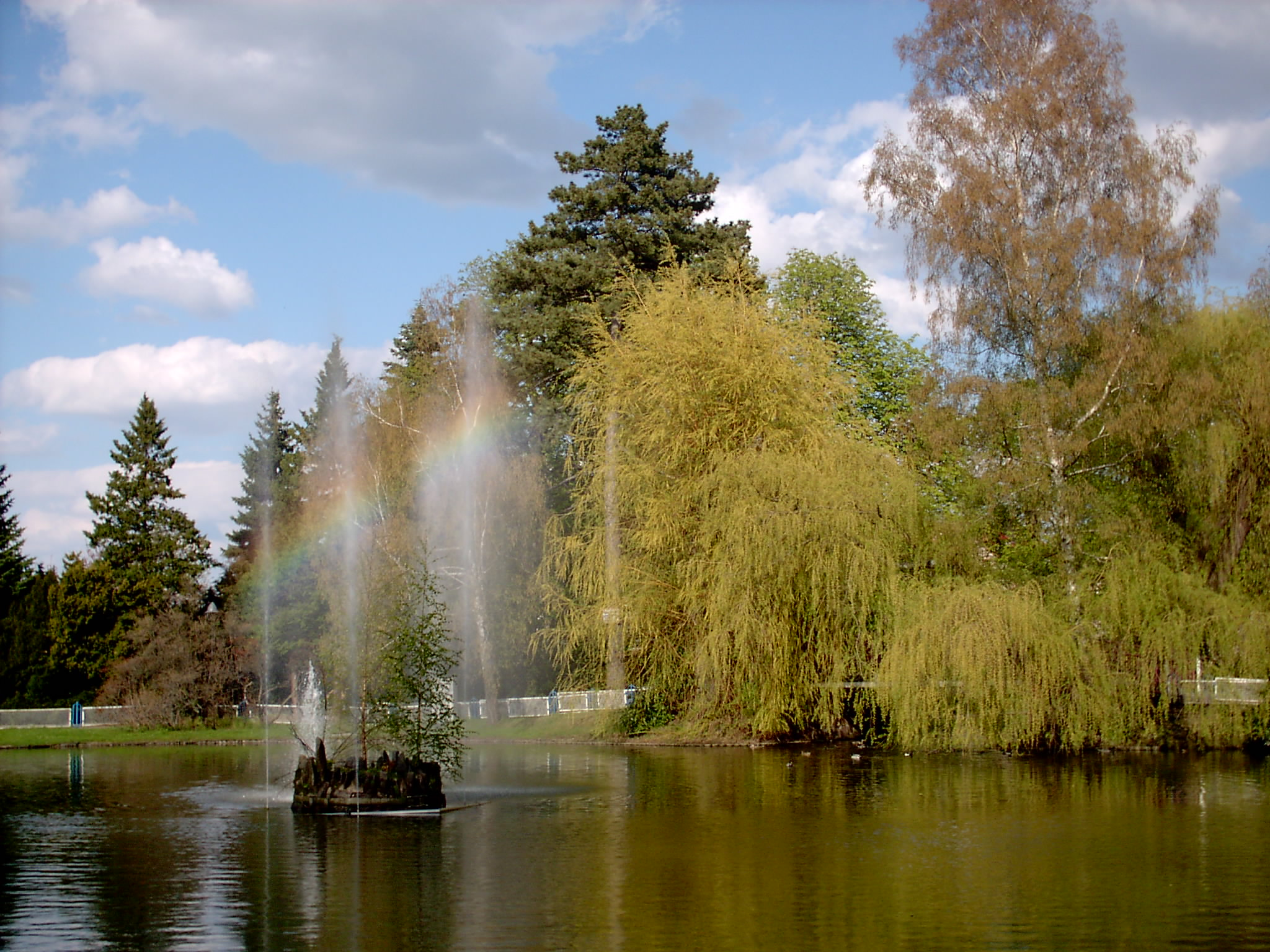
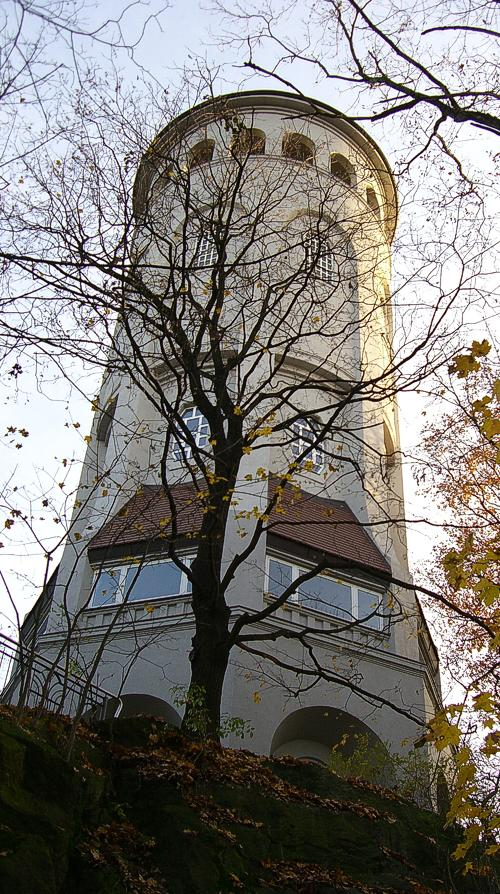
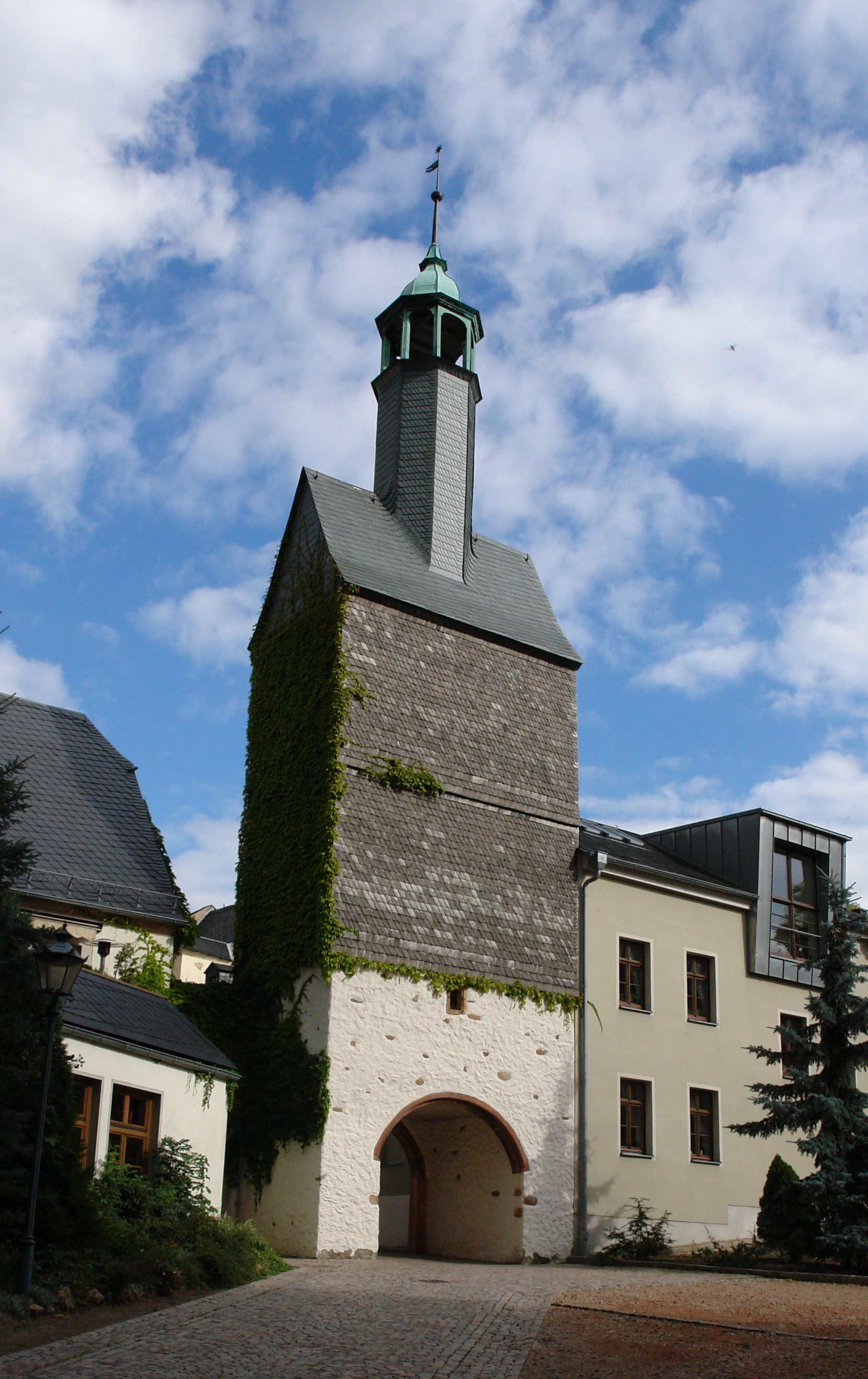